# Antheraea paphia
Antheraea paphia är en fjärilsart som beskrevs av Carl von Linné 1758. Antheraea paphia ingår i släktet Antheraea och familjen påfågelsspinnare. Inga underarter finns listade i Catalogue of Life.

## Bildgalleri

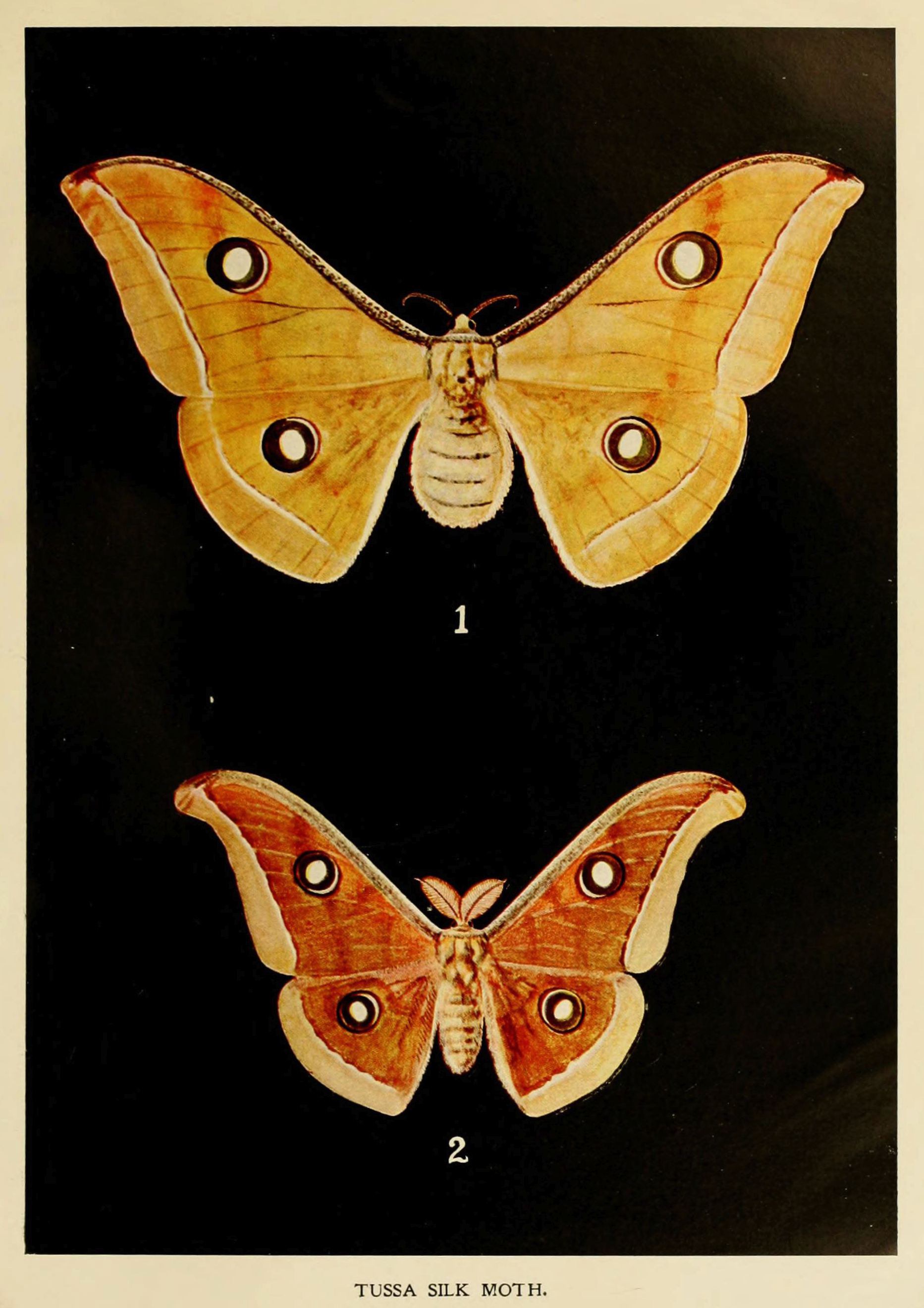
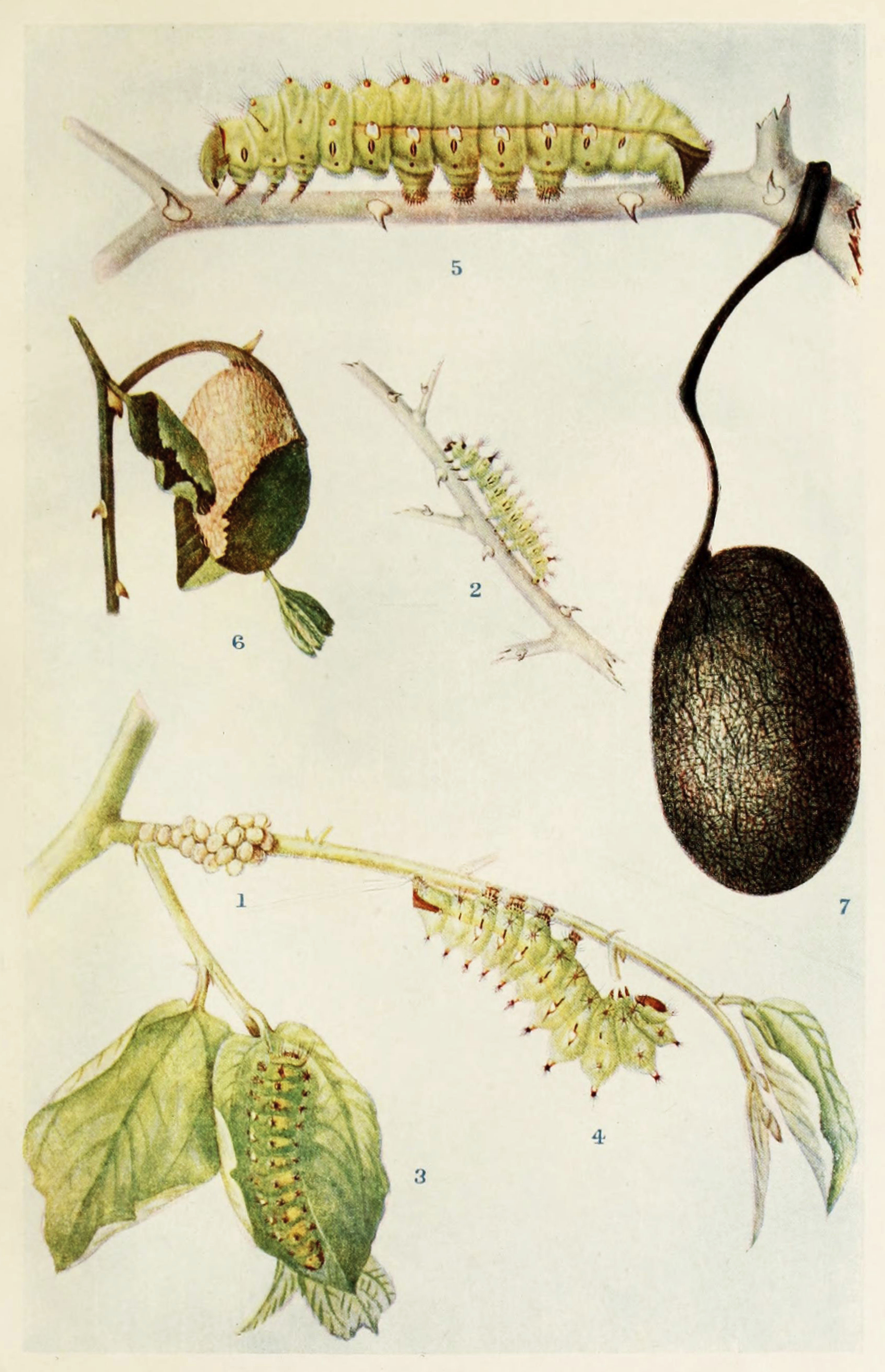
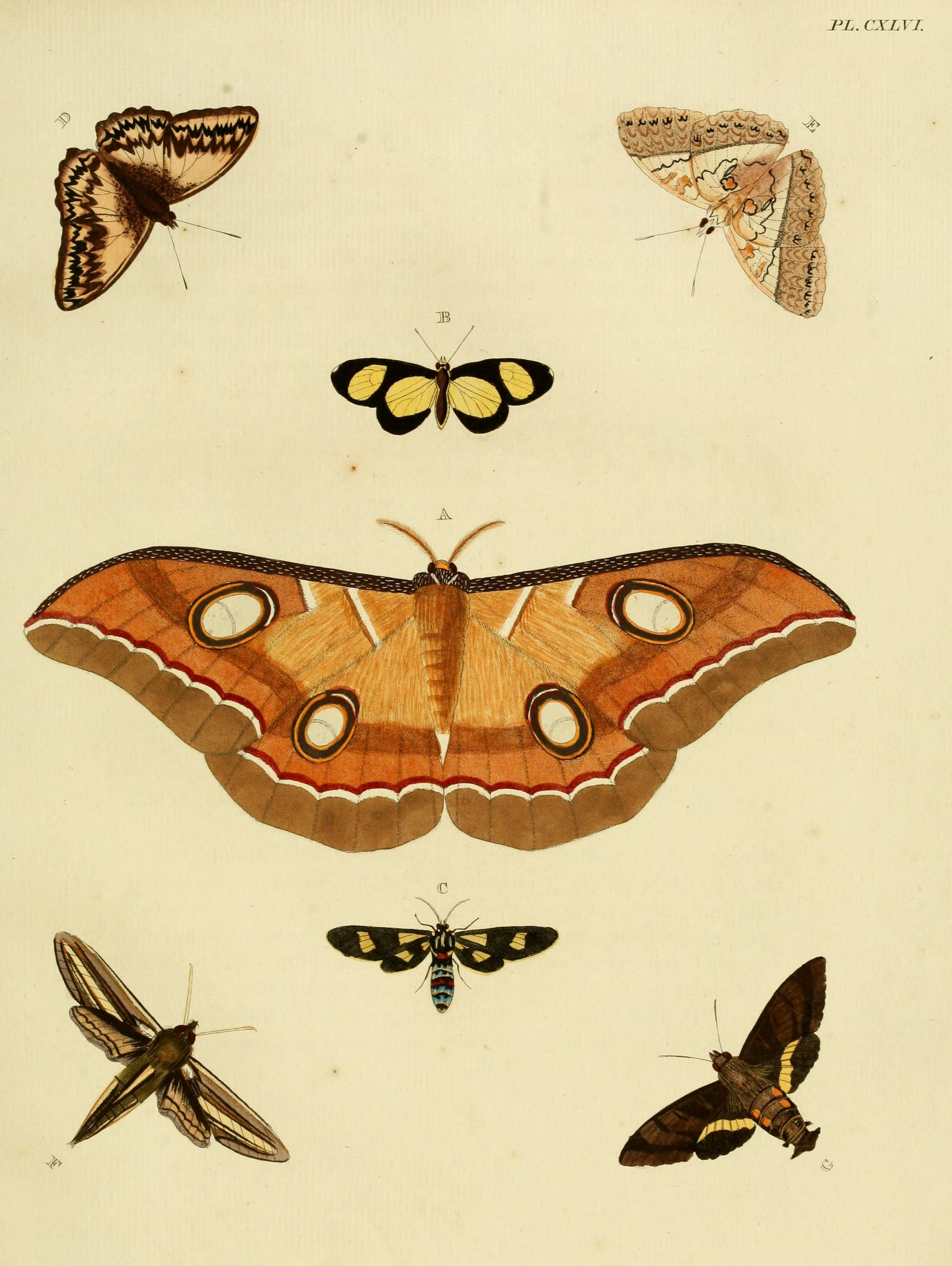
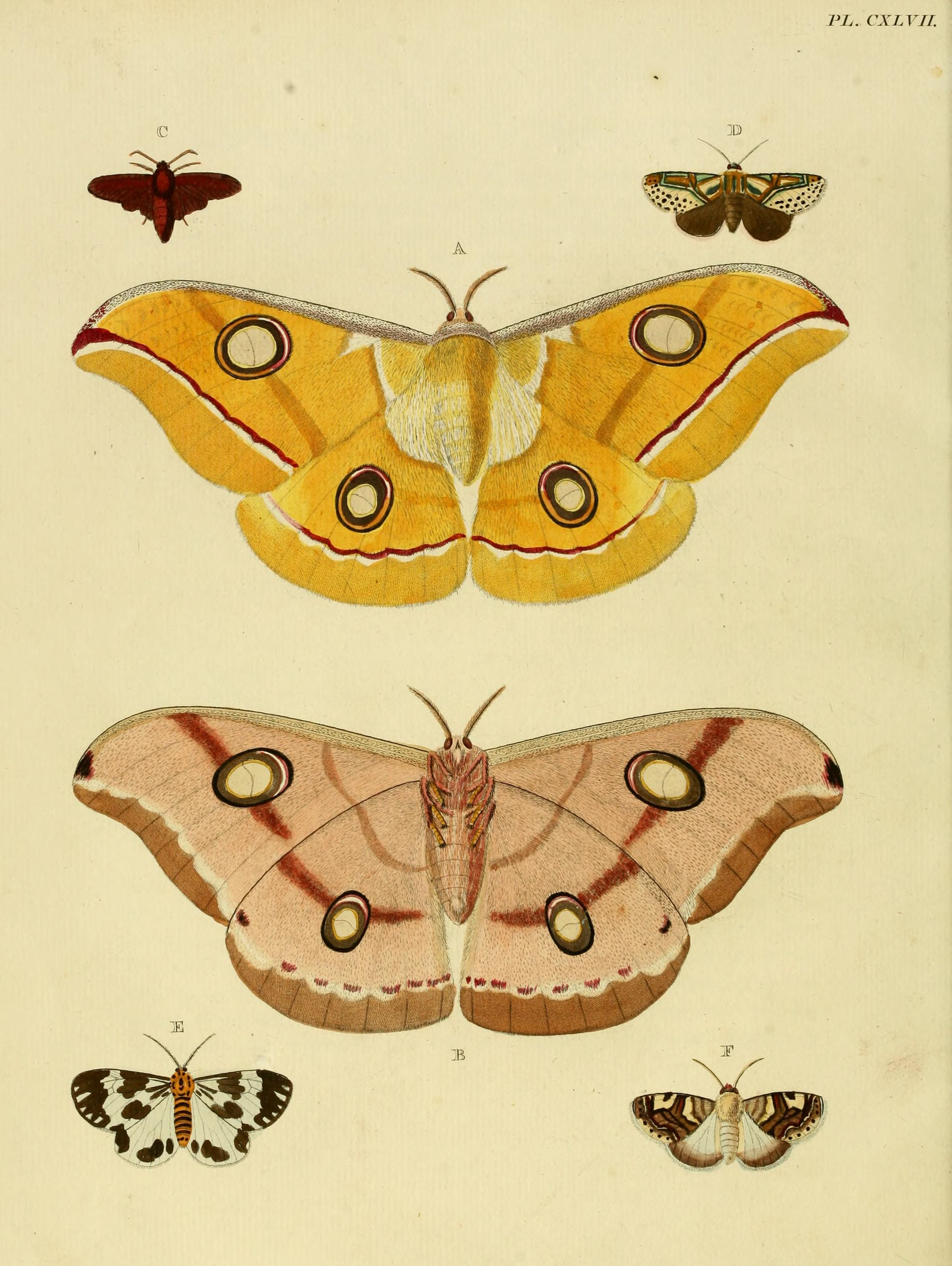
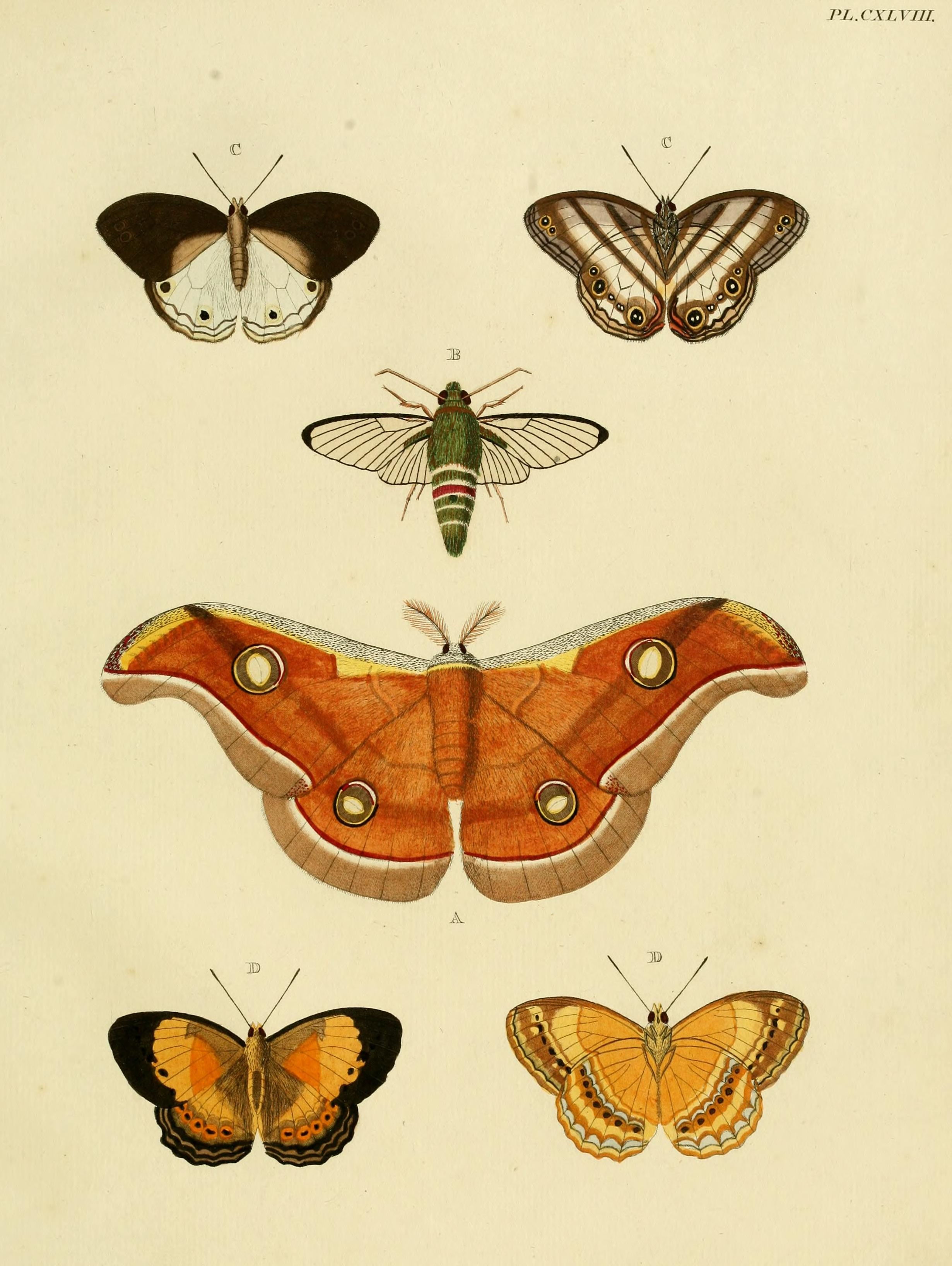